# 比薪水
比薪水是2015年12月成立的臺灣薪資查詢網站，以「翻轉資訊不對稱」與「薪資透明化」為核心理念，藉由勞工主動匿名分享，交流臺灣各行業的公司評價、薪水與福利待遇等，服務對象為考慮轉職的在職勞工。使用者得透過分享薪資等方式獲取積分，才能用積分兌換特定公司職位的薪資情報。

## 網站機制
- 匿名刊登：保障使用者隱私，企業較難透過心得追蹤求職者。
- 人工審核：確保內容的品質和安全性。
- 積分兌換：比薪水採用積分兌換機制，以鼓勵使用者分享工作心得。使用者可以透過分享工作心得來獲得積分，並使用積分兌換其他使用者的工作心得。[1][4]

## 爭議
比薪水經常遭到公司要求刪除爭議評論。2023年，高雄市一間科技公司認為比薪水沒有盡到審核、管理之義務，負面薪資情報將使求職者認為該公司苛待員工、工作過重、職場環境不友善等印象，導致公司名譽受損，要求比薪水賠償。法官審理後駁回求償請求，全案仍可上訴。

## 外部連結
- 官方網站
- 比薪水的Facebook專頁
- 比薪水的Instagram帳戶
- 比薪水的自媒體專欄 （页面存档备份，存于）